# 71-611
71-611 (согласно Единой нумерации. Также известен как КТМ-11) — пассажирский высокопольный двусторонний однокабинный (для сцепления в СМЕ задними частями вагонов) трамвайный вагон производства УКВЗ, предназначенный для использования на линиях скоростного трамвая.

## История создания
- 1990 год — по заказу Кривого Рога начата разработка трамвайного вагона для скоростных линий с подземными участками. За основу был взят кузов базовой модели 71-608[1].
- 1992 год — выпущены два опытных экземпляра вагона 71-611, направленные в дальнейшем для испытаний скоростного трамвая города Волгограда. Испытания выявили низкую надёжность статического преобразователя, а также недостаточную величину ускорения и замедления. Электрооборудование вагона было выполнено на основе стандартной РКСУ, а условия движения на линиях скоростного трамвая требовали иные характеристики, чем у вагонов для обычных линий. По окончании испытаний вагоны были переданы в депо № 2 города Волгограда, где им заблокировали двери по левой стороне, а над нишами со ступенями смонтировали накопительные площадки. До конца 1990-х вагоны эксплуатировали поездом по системе многих единиц на маршруте № 2. В 2005 году опытные вагоны передали в город Волжский, где их эксплуатируют по настоящее время одиночными вагонами[1].
- 1993 год — построено два вагона 71-611 для криворожского скоростного трамвая. По результатам испытаний данных вагонов на завод было направлено техническое задание на разработку промежуточного бескабинного активного прицепного вагона, который получил заводское обозначение 71-611П[1].
- 1993 год — для Кривого Рога был построен трёхвагонный поезд, состоящий из двух головных и одного прицепного вагона. В отличие от предыдущих вагонов, в салоне каждого вагона у второй двери по левому борту был смонтирован ящик с электрооборудованием, в котором разместили контакторы системы управления и БПН. Активные прицепы помимо отсутствия кабины также не были оснащены сигнальными огнями, поскольку подразумевалось, что они будут работать в составе поезда внутренними вагонами. Электрооборудование вагонов обеспечивало работу четырёхвагонных поездов по системе многих единиц, а в кабине в дополнение к основному пульту был смонтирован блок сигнализации агрегатов всех вагонов поезда, позднее подобное решение было применено на серийных вагонах УКВЗ[1].
- 1993—1994 годы — построено по одному трёхвагонному поезду для Кривого Рога. Особенностью этих вагонов были двери, нижнюю направляющую которых выполнили по типу вагонов 71-608КМ, дополнив её направляющей под окнами, при этом сохранив цепной привод. Вместо закрытых фальшбортов выполнили широкие вырезы в районе тележек, а на кабине появился ярко выраженный излом плоскостей, характерный для вагонов 71-608КМ 1994—1995 годов выпуска. В электрооборудовании изменения также были заимствованы с серийных вагонов УКВЗ. Всего в 1992—1995 годах было выпущено 13 вагонов серии 71-611[1].
- 2000 год по заказу Кривого Рога был построен ещё один трёхвагонный поезд 71-611, во многом унифицированный с серийными вагонами этого периода, но в связи со сложным финансовым положением поезд несколько лет простоял на заводе, после чего был разобран[1].

## Устройство вагона
Трамвай представляет собой четырёхосный вагон с кабиной управления и выходами на обе стороны, способный работать по системе многих единиц с аналогичным вагоном, сцепленным в обратную сторону. Для нового вагона использовали дизайн-проект, подготовленный для обновления вагонов 608-го семейства. Новые очертания получила кабина водителя. Тележки вагона закрыли фальшбортами с продольными прорезями, для удобства обслуживания средние части фальшбортов выполнили откидными. Входные двери были выполнены с обеих сторон, при этом вторая дверь по ходу движения выполнялась только по левому борту, а третья только по правому. Таким образом, были организованы накопительные площадки напротив широких дверей, а также размещены ящики с электрооборудованием под вагоном. На крыше, по типу опытных 71-608, разместили ящик со статическим преобразователем БПН-5. В салоне 37 пассажирских сидений выполнили спинками к окнам по типу метро. Дополнительно к двух традиционным рядам поручней по центру потолка был смонтирован третий ряд поручней без вертикальных стоек.
Криворожские вагоны, выпускаемые с 1993 года, были оборудованы лобовыми прожекторами над кабиной водителя, дополнительными световыми сигналами по бокам кабины, которые работали задними фонарями у второго вагона в поезде. Из-за низкого подвешивания контактной сети в тоннеле статический преобразователь был перенесён под пол. Стенку между кабиной водителя и салоном и дверь в кабину выполнили без окон.

## Модификации
- 71-611(Г) — головной вагон 71-611
- 71-611П — промежуточный бескабинный активный прицепной вагон

## Эксплуатирующие города
По состоянию на ноябрь 2012 года вагоны 71-611 эксплуатируются в двух городах — Волжском и Кривом Роге.
| Заводской № | Тип вагона | Город      | Год выпуска | Бортовой № | Примечание                                                       |
| 001         | 71-611     | Волжский   | 1991        | 152        | Изначально работал в Волгограде. В 2005 году передан в Волжский. |
| 002         | 71-611     | Волжский   | 1992        | 156        | Изначально работал в Волгограде. В 2005 году передан в Волжский. |
| 003         | 71-611     | Кривой Рог | 1993        | 201        | -                                                                |
| 004         | 71-611     | Кривой Рог | 1993        | 202        | -                                                                |
| 005         | 71-611     | Кривой Рог | 1994        | 203        | -                                                                |
| 006         | 71-611П    | Кривой Рог | 1994        | 204        | -                                                                |
| 007         | 71-611     | Кривой Рог | 1994        | 205        | -                                                                |
| 008         | 71-611     | Кривой Рог | 1995        | 206        | -                                                                |
| 009         | 71-611П    | Кривой Рог | 1995        | 207        | -                                                                |
| 010         | 71-611     | Кривой Рог | 1995        | 208        | -                                                                |
| 011         | 71-611     | Кривой Рог | 1995        | 209        | -                                                                |
| 012         | 71-611П    | Кривой Рог | 1995        | 210        | -                                                                |
| 013         | 71-611     | Кривой Рог | 1995        | 211        | -                                                                |